# Deklaracja z Granady
Deklaracja z Granady (hiszp. La Declaración de Granada) – ogłoszony w lipcu 2013 r. przez Hiszpańską Socjalistyczną Partię Robotniczą projekt przebudowy ustroju Hiszpanii ustanowionego w konstytucji z 1978 r., którego celem jest przekształcenie Hiszpanii w państwo federalne. Prace nad realizacją deklaracji podjęto w 2018 r., po objęciu kierownictwa rządu przez socjalistę Pedro Sancheza.